# Carlton Football Club
Carlton Football Club – klub futbolu australijskiego występujący w ogólnokrajowej lidze AFL. Klub, noszący przydomek the Blues (Niebiescy), został założony w 1864 roku jako reprezentant dzielnicy Carlton w Melbourne. Jest trzecim najstarszym klubem ligi AFL, obecnie zaliczanym do najpopularniejszych tak w Melbourne jak i całym kraju.
Klub rozgrywa domowe mecze na dwóch stadionach:
- Melbourne Cricket Ground – mogącym pomieścić 100 000 widzów;
- Stadion Docklands – 56 000 widzów;

## Wczesne lata
Rok po powstaniu Carlton FC wystąpił w swych pierwszych rozgrywkach – South Yarra Challenge Cup.
W 1877 roku klub brał czynny udział przy tworzeniu Wiktoriańskiego Związku Futbolu Australijskiego, pierwszej w pełni uformowanej organizacji tego sportu.
W 1897 roku Carlton FC wraz z siedmioma innymi drużynami utworzył Victorian Football League (VFL), która w 1990 roku zmieniła nazwę na Australian Football League (AFL).

## Rywale
Za największych rywali Carlton FC uważa się: Collingwood FC; Essendon FC i Richmond FC. Mecze z tymi drużynami gromadzą zawsze olbrzymią liczbę widzów, oscylującą między 60 a 80 tysiącami.
Historycznym rywalem Carlton FC jest drużyna Melbourne Football Club, co związane jest z sąsiedztwem obu klubów. Niemniej na przestrzeni dziesięcioleci rywalizacja ta straciła wiele ze swego początkowego znaczenia.

## Barwy klubowe i emblemat
Oficjalną barwą klubu jest granat. Na ubiorze zawodników widnieje emblemat klubu, na który składają się splecione litery "C", "F", "C" – jest to skrót od Carlton Football Club.

## Sukcesy
- Mistrzostwo ligi: (16 – rekord wraz z Essendon FC)

1906 1907 1908 1914 1915 1938 1945 1947 1968 1970 1972 1979 1981 1982 1987 1995
- Wicemistrzostwo ligi: (13)

1904 1909 1910 1916 1921 1932 1949 1962 1969 1973 1986 1993 1999